# Молочное (Калининградская область)
Молочное — посёлок в Зеленоградском районе Калининградской области. До 2016 года входил в состав Ковровского сельского поселения.

## Население
| 2002 | 2010 |
| ---- | ---- |
| 4    | ↘1   |

## История
В феврале-марте 1945 года в Кляйн Дребнау располагался 509-й отдельный медико-санитарный батальон 319-й стрелковой Двинской Краснознаменной дивизии, в марте-апреле 1945 года - 30-й отдельный медико-санитарный батальон 26-й стрелковой Сталинской Краснознамённой ордена Суворова дивизии.
В 1946 году Кляйн Дребнау был переименован в поселок Молочное.